# PH-elektrode

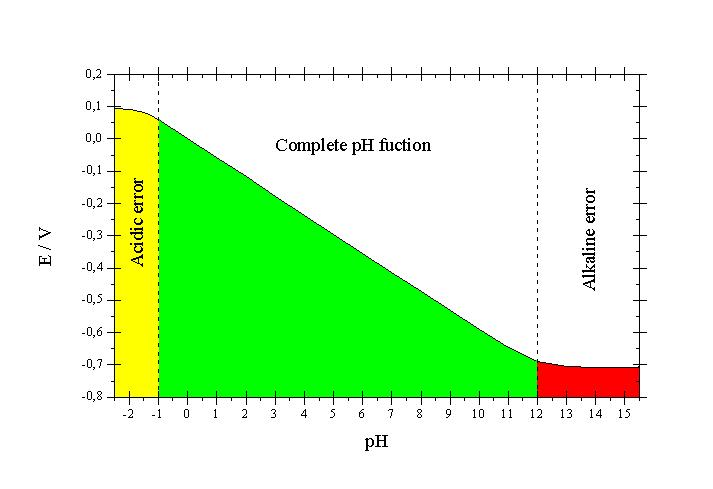
Spannings-pH-curve

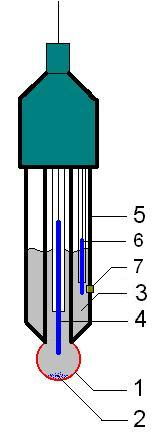
Bouwschema

Een pH-elektrode is een pH-gevoelige glaselektrode. Ze behoort tot de groep van de ion-gevoelige elektroden (ISEs).

## Bouwschema
Een pH-elektrode is doorgaans als volgt opgebouwd:
1. speciaal iongevoelig glas
2. soms wat zilverchloride-neerslag
3. vuloplossing (bijvoorbeeld 0,1 M KCl voor pH-meting of 0,1 M MeCl voor pMe-meting)
4. inwendige elektrode (bijvoorbeeld zilverchloride-elektrode of calomel-elektrode)
5. elektrodenwand (niet-geleidend glas of plastic)
6. referentie-elektrode (vaak dezelfde als de inwendige elektrode)
7. junctie, frit (die een zoutbrug vervangt) met bekende oplossing (uit keramiek of een capillair kanaal met asbest- of kwartsvezel)